# 필리 (종)
필리(Pili, 학명: 카나리움 오바툼/Canarium ovatum, 말레이어: kenari)는 감람나무속에 속하는 열대 나무 종이다. 감람나무과의 약 600개종 가운데 하나이다. 필리는 동남아시아 연안, 파푸아뉴기니, 북부 오스트레일리아에서 자생한다. 필리핀에서는 먹을 수 있는 견과류로서 상업적으로 경작된다.

## 개요
필리 나무는 상록수로서 평균 높이는 20미터이며 강한 바람에 잘 견디는 수지성 나무이다. 파파야와 람부탄과 마찬가지로 자웅동체가 필리 나무에 존재한다. 개화가 자주 발생하며 열매는 오랜 기간 숙성한다. 씨방에는 3개의 자방실이 있으며 각각 2개의 밑씨가 있다. 대부분 시간 동안 오직 하나의 밑씨만 발달한다.
필리너트는 핵과이며 길이는 4~7센티미터, 지름은 2.3~3.8센티미터에 이르며 높이는 15.7~45.7g 사이이다. 너트의 살점은 부드럽고 얇으며 빛이 나며 과실이 익으면 자주빛의 검은색으로 바뀐다.